# Bupleurum thianschanicum
Bupleurum thianschanicum är en flockblommig växtart som beskrevs av Josef Franz Freyn. Bupleurum thianschanicum ingår i släktet harörter, och familjen flockblommiga växter. Inga underarter finns listade i Catalogue of Life.